# Соколє
Соколє́ (пол. Sokole) — село Бещадського повіту Підкарпатського воєводства Республіки Польща. 

## Загальні дані
Колишнє бойківське село, в рамках договору обміну територіями 1951 року все українське населення насильно переселено. 1968 року значна частина території села затоплена Солинським водосховищем.

## Історія
Засноване до 1526 року в маєтностях Кмітів.
У 1772-1918 рр. село було у складі Австро-Угорської монархії, у провінції Королівство Галичини та Володимирії. У 1890 році село належало до Ліського повіту, в селі нараховувалося 34 будинки і 224 жителі, з них 208 греко-католиків, 8 римо-католиків і 8 юдеїв.
У 1919-1939 рр. — у складі Польщі. Село належало до Ліського повіту Львівського воєводства, у 1934-1939 рр. входило до складу ґміни Лобізва. На 01.01.1939 в селі було 450 жителів, з них 430 українців, 10 поляків і 10 євреїв, греко-католики належали до парафії Телешниця Сянна Лютовиського деканату Перемишльської єпархії.
У 1940-1951 рр. село належало до Нижньо-Устрицького району Дрогобицької області.
В рамках договору обміну територіями 1951 року все українське населення насильно виселене в Миколаївську область.